# Chiesa del Divin Salvatore e Santa Teresa di Gesù Bambino
La chiesa del Divin Salvatore e Santa Teresa di Gesù Bambino è la parrocchiale di Pescate, in provincia di Lecco ed arcidiocesi di Milano; fa parte del decanato di Lecco.

## Storia
Si sa che a Pescate nella pieve di Lecco esisteva già nel 1566 una cappella curata, dedicata a Sant'Agata, che, però, fu soppressa di lì a poco.
La nuova chiesa di Pescate venne costruita su progetto di Spirito Maria Chiappetta tra il 1922 ed il 1928 e benedetta nel settembre dello stesso anno, per poi essere eretta a parrocchiale 15 settembre 1930 con decreto del cardinale Ildefonso Schuster, arcivescovo di Milano.
Nel 1935 fu collocato il pulpito marmoreo, opera della ditta Bandielli, e, nel 1992, vennero realizzate le nuove vetrate. Tra il 1997 ed il 1998 fu rifatto il tetto.